# (2679) Kittisvaara
(2679) Kittisvaara est un astéroïde de la ceinture principale.

## Description
(2679) Kittisvaara est un astéroïde de la ceinture principale. Il fut découvert le 7 octobre 1939 à Turku par Yrjö Väisälä. Il présente une orbite caractérisée par un demi-grand axe de 2,62 UA, une excentricité de 0,10 et une inclinaison de 10,1° par rapport à l'écliptique.

## Compléments